# Falniowskia neglectissimum
Falniowskia neglectissimum é uma espécie de gastrópode  da família Hydrobiidae.
Pode ser encontrada nos seguintes países: Polónia e Eslováquia.